# Ciempozuelos
Ciempozuelos es un municipio y localidad española del sur de la Comunidad de Madrid. El término municipal, ubicado en la comarca de las Vegas, tiene una población de 26 140 habitantes (INE 2024). La altitud media es de 568 m.

## Escudo
El escudo heráldico que representa al municipio fue aprobado oficialmente el 17 de agosto de 1973 con el siguiente blasón:

En campo de sinople, de flanco a flanco, un caz (canal), de ondas de plata y azur, entre fábrica de oro, mazonada de sable, y terrazada de sinople. Al timbre, Corona Real.
Boletín Oficial del Estado nº 226 de 20 de septiembre de 1973

La descripción textual de la bandera, del 30 de junio de 1994, es la siguiente:

Bandera de proporción 2:3. Paño de color azul con dos ondas blancas. Brochante al centro el Escudo Municipal.
Boletín Oficial de la Comunidad de Madrid nº 158 de 6 de julio de 1994

## Geografía
Ciempozuelos se encuentra en un paisaje de la vega del río Jarama. Pertenece a la comarca de Las Vegas, paraje llano pero salpicado con unas pocas colinas. Limita al norte con San Martín de la Vega y Valdemoro, al este con Titulcia y Chinchón, al sur con Aranjuez y Seseña (Toledo) y al oeste de nuevo con Valdemoro.
El río más importante es el río Jarama, que define su límite oriental, en esta parte se encuentra la zona con mayor vegetación del municipio; de hecho, forma parte del parque regional del Sureste. En cambio, en la parte occidental con mesetas, el terreno es yermo, debido en parte a la presencia de yeso en el suelo. Está situado a 35 km de Madrid.
El núcleo urbano se encuentra limitado por la carretera M-404 (Navalcarnero-Chinchón) y la línea férrea Madrid-Alicante. Otras carreteras que cruzan el pueblo son la autovía A-4 y la carretera M-307.
| Noroeste: Valdemoro       | Norte: San Martín de la Vega | Noreste: Chinchón |
| Oeste: Valdemoro (Toledo) |                              | Este: Titulcia    |
| Suroeste: Seseña (Toledo) | Sur: Seseña (Toledo)         | Sureste: Aranjuez |

## Historia
El origen del nombre de Ciempozuelos se debe a que en el pasado, había un canal para surtir la fuente de la plaza del pueblo. Como el manantial que lo alimentaba no era abundante, se hicieron numerosos pozos. Parece ser que el primer asentamiento permanente en el municipio pudo ser romano, siendo conocido como Ischadia (isla de Ischia, Italia), que significa tierra de higuerales.[cita requerida]
En el año 714 fue arrasado por los árabes y en tiempos de la Reconquista fue reconstruida por Alfonso VI hacia 1085. Perteneció al Concejo de Segovia, formando parte del Sexmo de Valdemoro que luego se integraría en el Señorío de Andrés de Cabrera, alcaide del Alcázar de Segovia y padre del primer Conde Chinchón.
En 1894 y 1895 fueron excavadas en el municipio un conjunto de cerámicas de la cultura Campaniforme, una manifestación cultural prehistórica asociada al Calcolítico y al período inicial de la Edad del Bronce. Las cerámicas de Ciempozuelos se recuperaron durante una excavación de urgencia realizada en dos campañas muy cortas por encargo de la Real Academia de la Historia. No se sabe exactamente la ubicación del yacimiento, porque parece que fue arrasado al construirse la carretera "de Cuesta de la Reina a San Martín de la Vega", posteriormente denominada M-404. Se supone que estaba a los pies del cerro del Castillejo, cercana a la actual estación de tren de Ciempozuelos.
Como parte de la zona, ésta estuvo unida en la Edad Media al concejo de Segovia, pero no se consolidó ninguna población, hasta que en 1457 se repuebla definitivamente la zona. Pocos años más tarde pasa a estar bajo la influencia del condado de Chinchón. Durante el siglo XVI se construyó un canal que facilitó el desarrollo agrícola.

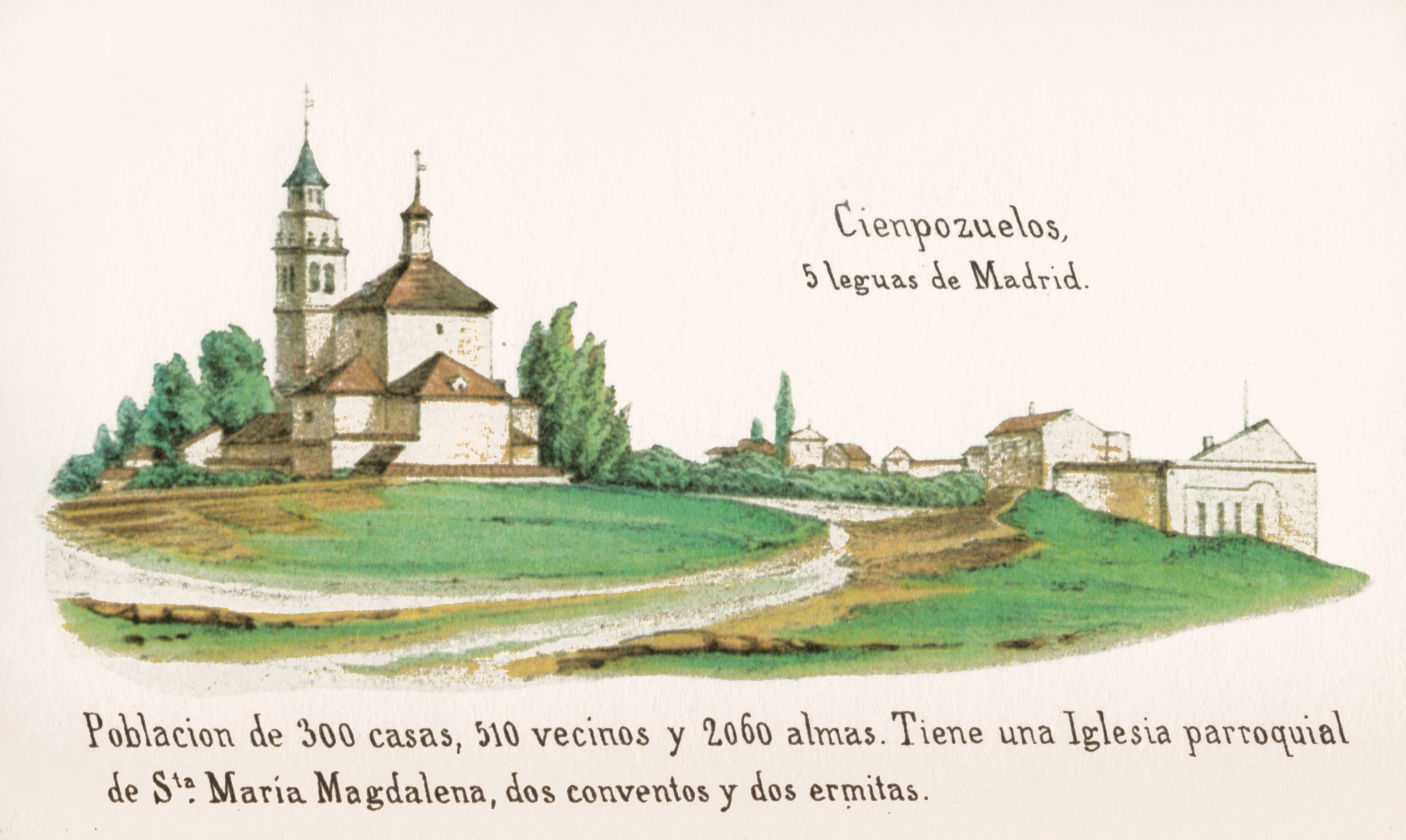
Vista de Ciempozuelos de mediados del

Ya en el siglo XIX, se construyó la línea férrea Madrid-Aranjuez, dotando a Ciempozuelos desde entonces, de una estación de ferrocarril propia; como anécdota, se puede añadir, que el viaje de prueba de esta línea fue hasta este municipio días antes de su inauguración. En la segunda mitad del siglo XIX se construyeron dos hospitales psiquiátricos, uno masculino y otro femenino, por parte de los hermanos hospitalarios de San Juan de Dios y el padre Benito Menni.

## Demografía
Cuenta con una población de 26 140 habitantes (INE 2024).

### Evolución de la población
| Gráfica de evolución demográfica de Ciempozuelos entre 1842 y 2021                                                    |
| |
| Población de derecho según los censos de población del INE. Población de hecho según los censos de población del INE. |

### Población por núcleos

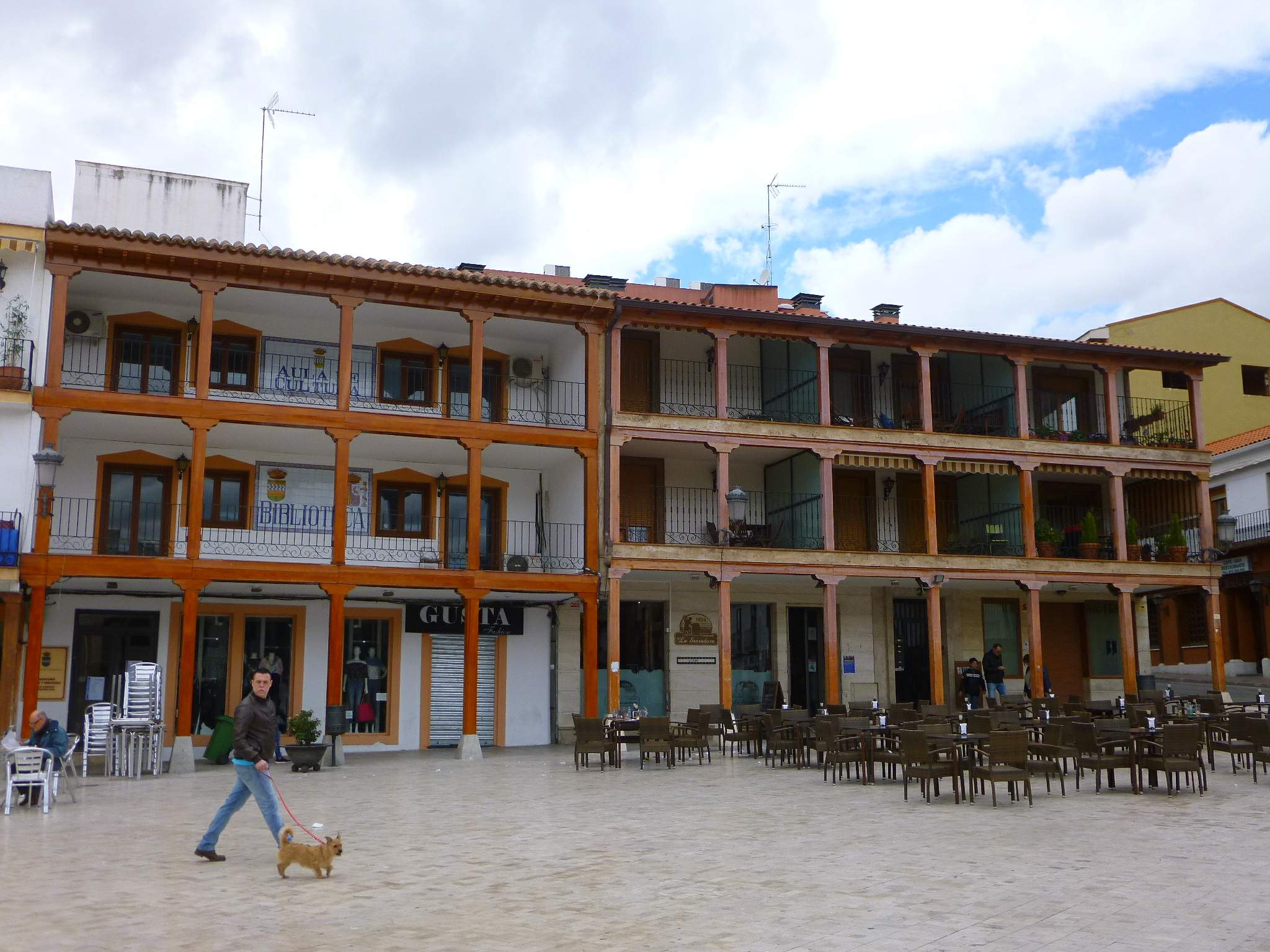
Plaza de la Constitución

Desglose de población según el Padrón Continuo por Unidad Poblacional del INE.
| Núcleos        | Habitantes (2014) | Varones | Mujeres |
| -------------- | ----------------- | ------- | ------- |
| Buzanca        | 2                 | 1       | 1       |
| Casa de Postas | 0                 | 0       | 0       |
| Ciempozuelos   | 23737             | 11864   | 11873   |
| El Lavadero    | 0                 | 0       | 0       |
| Espartinas     | 0                 | 0       | 0       |
| Las Arriadas   | 0                 | 0       | 0       |
| Molino del Rey | 0                 | 0       | 0       |
| San Antón      | 0                 | 0       | 0       |
| Soto Gutiérrez | 0                 | 0       | 0       |

Barrios: La Soledad, colonia San Benito, Cuevas de la Barrera, Belén, Cuevas del Consuelo, Las Eras, Parque Olimpia, Cuevas del Prado, Vereda del Prado, Hispanidad-Buenos Aires, Parques nacionales, Urbanización Soto del Rey.

## Transporte

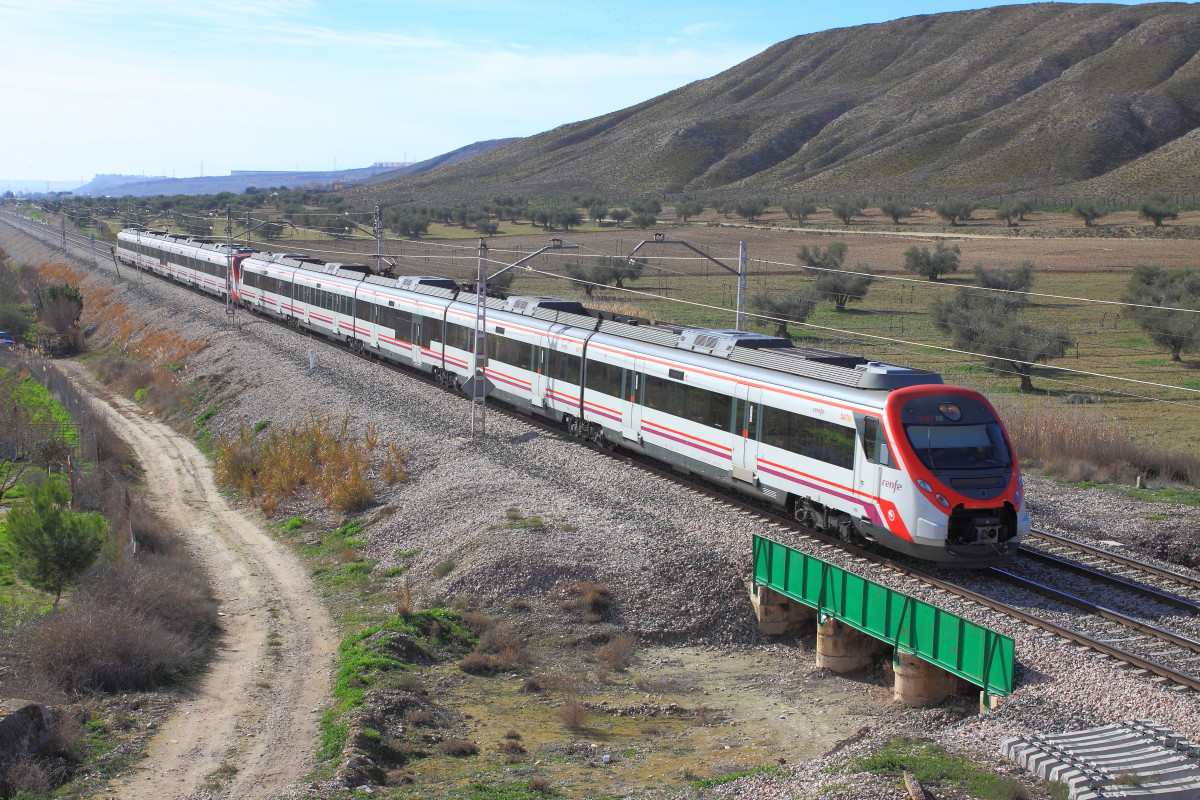
Tren de Cercanías a su paso por Ciempozuelos

Desde 1851, debido a la línea férrea Madrid-Aranjuez el municipio posee una estación de ferrocarril, actualmente de Cercanías Madrid, en la línea C-3 (Aranjuez - Madrid - El Escorial).
Cuenta con una línea urbana circular que recorre el municipio, así como varias líneas interurbanas:
| Línea | Recorrido                                                                   |
| ----- | --------------------------------------------------------------------------- |
| 410   | Aranjuez - Ciempozuelos – San Martín de la Vega                             |
| 415   | Madrid (Villaverde Bajo-Cruce) - Villaconejos                               |
| 416   | Valdemoro (Hospital) - San Martín de la Vega - Titulcia - Colmenar de Oreja |
| 425   | Valdemoro (Hospital) – Ciempozuelos                                         |
| 426   | Madrid (Legazpi) – Ciempozuelos                                             |
| N402  | Madrid (Atocha) – Ciempozuelos - Aranjuez                                   |

## Economía
La economía de esta localidad es principalmente agraria de regadío localizada en la parte este y sureste del término municipal (Las Vegas del Jarama). Destaca el cultivo de patatas y alcachofas.
El concepto de deuda viva contempla solo las deudas con cajas y bancos relativas a créditos financieros, valores de renta fija y préstamos o créditos transferidos a terceros, excluyéndose, por tanto, la deuda comercial.
| Gráfica de evolución de la deuda viva del ayuntamiento entre 2008 y 2014                             |
| |
| Deuda viva del ayuntamiento en miles de Euros según datos del Ministerio de Hacienda y Ad. Públicas. |

La deuda viva municipal por habitante en 2014 ascendía a 807,12 €.

## Administración y política
| Periodo   | Nombre                                                                       | Partido                                               |
| --------- | ---------------------------------------------------------------------------- | ----------------------------------------------------- |
| 1979-1983 | Joaquín Tejeiro Martino                                                      | PCE - Mayoría absoluta                                |

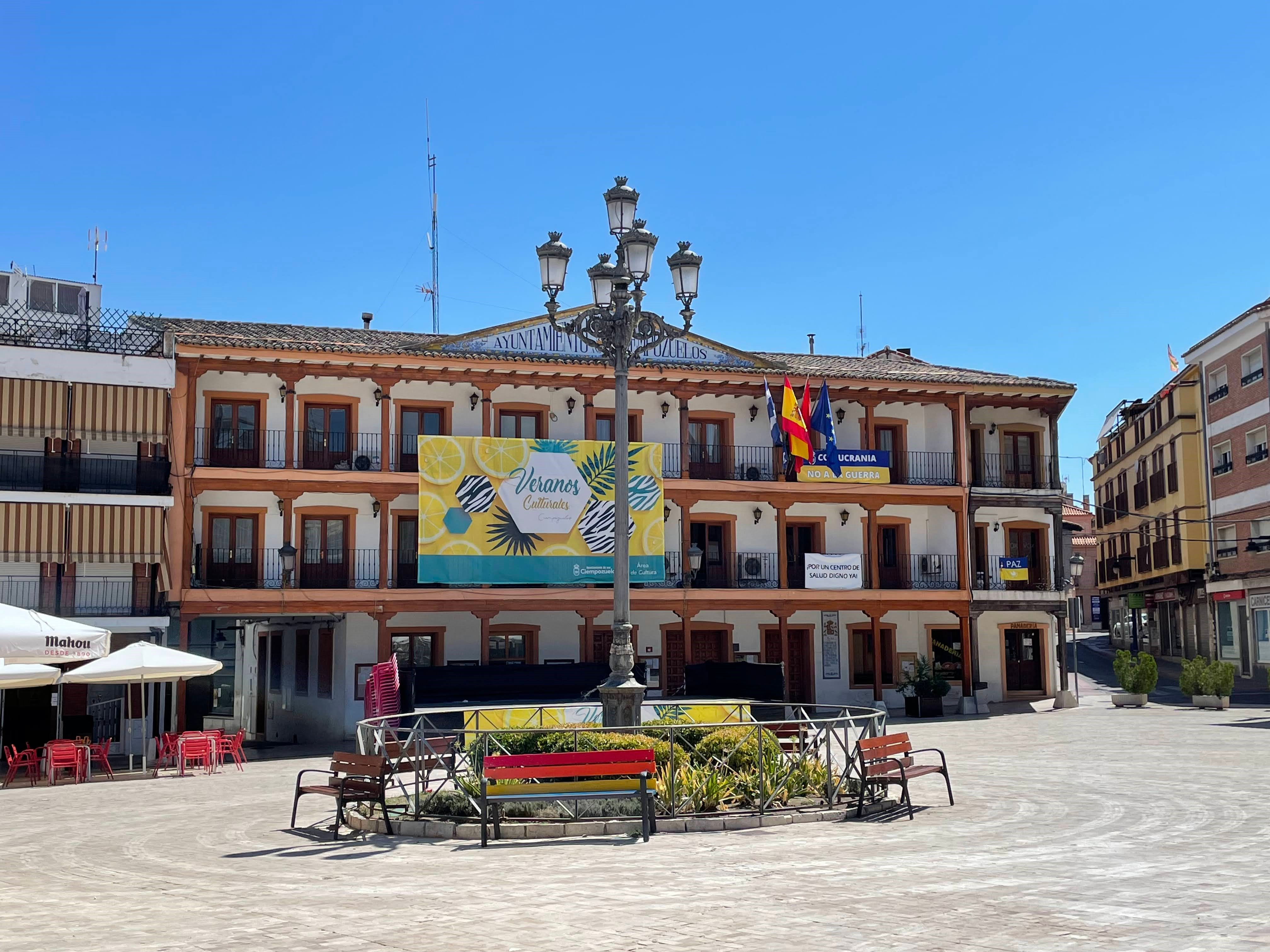
Ayuntamiento de Ciempozuelos

| 1983-1987 | Joaquín Tejeiro Martino (1983-1985) Juan José París del Amo (1985-1987)      | PCE - Mayoría absoluta                                |
| 1987-1991 | Juan José París del Amo                                                      | IU                                                    |
| 1991-1995 | Joaquín Tejeiro Martino                                                      | PSOE - Mayoría absoluta                               |
| 1995-1999 | Fernando Vergara Domínguez (1995-1997) Carlos Ronderos Hernández (1997-1999) | PP (1995-1997) PSOE-IU (1997-1999) - Mayoría absoluta |
| 1999-2003 | Fernando Vergara Domínguez                                                   | PP                                                    |
| 2003-2007 | Pedro Antonio Torrejón García (2003-2006) Susana León Gordillo (2006-2007)   | PSOE                                                  |
| 2007-2011 | María Ángeles Herrera García                                                 | PP                                                    |
| 2011-2015 | María Ángeles Herrera García                                                 | PP                                                    |
| 2015-2019 | María Jesús Alonso Lazareno                                                  | Ahora Ciempozuelos (IU-Podemos-Equo)                  |
| 2019-2023 | Raquel Jimeno Pérez                                                          | PSOE-Ciudadanos-Partido de la Ciudadanía              |
| 2023-act. | Raquel Jimeno Pérez                                                          | PSOE - Mayoría absoluta                               |

Los resultados de las elecciones municipales de Ciempozuelos de 2023 fueron los siguientes:
- PSOE - 11 concejales
- PPCM - 6 concejales
- Vox - 2 concejales
- Ciudadanos por Ciempozuelos - CPCI - 1 concejal
- Más Madrid - 1 concejal tránsfuga

## Monumentos y lugares de interés

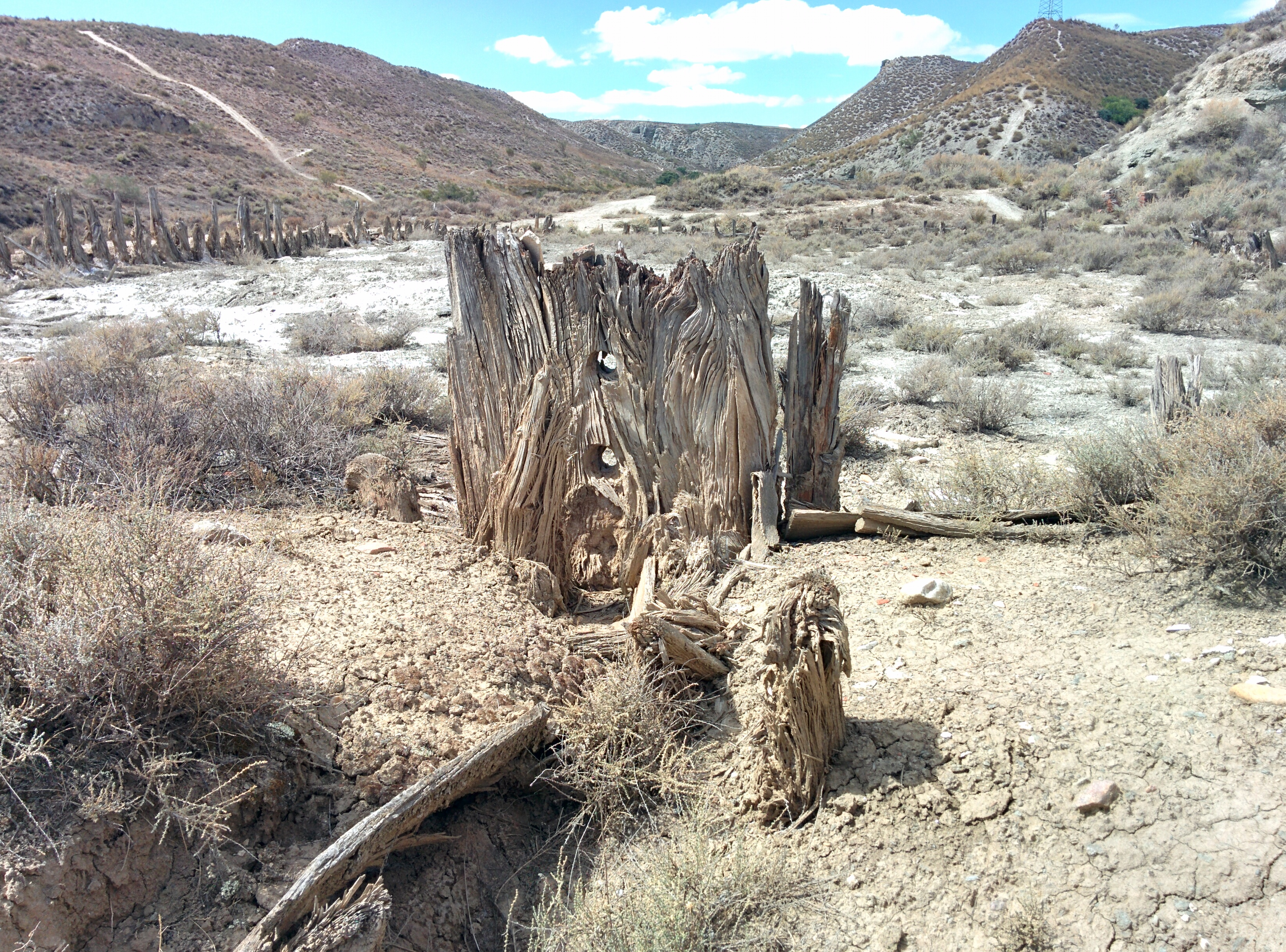
Restos de las Salinas Espartinas

- Parroquia de Santa María Magdalena (barroca) con torreón hecho con piedra de Colmenar. Data de los siglos XVI-XVII. La pintura al óleo de su retablo es obra de Claudio Coello, el Éxtasis de Santa María Magdalena.
- Fuente de Ventura Rodríguez, de cuatro caños y situada en la plaza del mismo nombre. En cada lado de la fuente se encuentran placas con diferentes obras del arquitecto ciempozueleño. En esta plaza también se encuentra la escultura de la Aguadora, que recuerda a estas mujeres que iban a la fuente a recoger agua, ya que el suministro de agua potable en Ciempozuelos fue muy difícil durante varias décadas.
- Convento de Las Clarisas, del siglo XVII.
- Ermita de Nuestra Señora del Consuelo. Neoclásica, del siglo XVII.
- Salinas Espartinas; las segundas salinas más importantes de Europa, declaradas Bien de Interés Cultural.
- Arquitectura hospitalaria: hospitales psiquiátricos, neogóticos. Museos en el interior de ambos psiquiátricos.
- Plaza de la Constitución. Típica y pintoresca plaza castellana con soportales y columnas de madera representativa de este estilo arquitectónico de similar estructura junto a otras plazas de la comarca como las de Chinchón o Valdemoro. Cuenta con el antiguo Ayuntamiento, recientemente restaurado, el nuevo Ayuntamiento y farola de estilo fernandino en su centro.
- Antiguo matadero

## Cultura

### Educación
En Ciempozuelos hay cinco escuelas infantiles (una pública y cuatro privadas), cuatro colegios públicos de educación infantil y primaria (CEIP Andrés Segovia, CEIP Eloy Saavedra, CEIP Ventura Rodríguez, CEIP Virgen del Consuelo) y dos institutos de educación secundaria (IES Juan Carlos I e IES Francisco Umbral).
En Ciempozuelos se encuentra la Escuela Universitaria de Enfermería y Fisioterapia San Juan de Dios, de la Universidad Pontificia Comillas.
La actual biblioteca municipal Almudena Grandes se encuentra dentro de la Red de Bibliotecas de la Comunidad de Madrid. Es un edificio moderno, con estructura de cristal y tres plantas, que incluyen sala de adultos, sala infantil/juvenil, sala de estudio, salón de actos y sala de exposiciones. Fue inaugurada el 23 de marzo de 2011 y está situada en la calle Colegiata número 3 del municipio

### Fiestas
Las fiestas grandes de Ciempozuelos son las dedicadas a su patrona la Virgen del Consuelo y se celebran siempre el segundo fin de semana del mes de septiembre, desde el viernes hasta el martes. Algunas de las actuaciones durante las fiestas de la Virgen del Consuelo son el desfile de peñas, carrozas y majorettes, encierros y otros festejos taurinos, conciertos, concurso de guisos, dj's en la plaza de la Constitución, actividades infantiles o atracciones de feria. Los días patronales son el lunes y el martes. Famosas por los célebres toros de fuego, únicos en la región.
Las fiestas de San Isidro tienen lugar el fin de semana más próximo al 15 de mayo, con procesión, guisos populares y atracciones de feria. El copatrón de Ciempozuelos es san Benito Menni, hermano de San Juan de Dios y fundador de las Hermanas Hospitalarias del Sagrado Corazón de Jesús. Su fiesta es el 18 de abril.